# BauSpezi
bauSpezi ist eine deutsche Baumarkt-Franchise mit Sitz in Rodenberg. Die rund 130 Baumärkte (Stand 2020) werden von privaten Einzelhändlern betrieben. 
Die Werbung und den Einkauf übernimmt aber die NBB Bau- und Heimwerkermärkte GmbH, die mit der Eurobaustoff-Gruppe kooperiert. bauSpezi erzielte 2015 einen Bruttoumsatz von 228 Mio. Euro und ist damit die größte der sieben Vertriebslinien der NBB-Gruppe. Weitere Vertriebslinien der NBB-Gruppe sind BAUAKTIV, AngelSpezi, gartenSpezi, Kiebitzmarkt, Egesa Gartencenter, Cleverlearning und der Marketingverbund für Deutsche Holzfachhändler MDH (holzSpezi). In Österreich kooperiert NBB mit der DFH-Gruppe (Dienstleistungs- und Vertriebssysteme für den Handel GmbH, ein Gemeinschaftsunternehmen von NBB und Quester, mit den Vertriebslinien Bauprofi und CityBaumarkt).
Die bauSpezi-Märkte weisen Flächen bis zu 6.000 Quadratmetern auf und positionieren sich als Nahversorger von Klein- und Mittelstädten.

## Geschichte
Das Konzept wurde 1982 entwickelt und 1983 wurde der erste Partner gewonnen. Anfangs schlossen sich dem Konzept Baustoffhändler an, die einen Baustoffeinzelhandel aufbauen wollten.